# Загірочківська сільська рада
| Загірочківська сільська рада — орган місцевого самоврядування у Жидачівському районі Львівської області з адміністративним центром у с. Загірочко. Історична дата утворення: в 1939 році. Водоймища на території, підпорядкованій даній раді: річка Луг. Сільській раді підпорядковані населені пункти: - с. Загірочко - с. Добрівляни |

## Склад ради
Рада складається з 16 депутатів та голови.

### Керівний склад ради
| ПІБ                      | Основні відомості                                                               | Дата обрання | Дата звільнення |
| ------------------------ | ------------------------------------------------------------------------------- | ------------ | --------------- |
| Хомут Андрій Ярославович | Сільський голова, 1948 року народження, освіта                                  | 26.03.2006   | 31.10.2010      |
| Хомут Андрій Ярославович | Сільський голова, 1948 року народження, освіта середня спеціальна, безпартійний | 31.10.2010   |                 |

Примітка: таблиця складена за даними джерела